# 佳能 EOS 5Ds
佳能EOS 5DS和EOS 5DS R（在日本被稱為EOS 5Ds和EOS 5Ds R），是日本佳能公司在2015年2月6日發表的數位單眼相機。
它們都是擁有50.6百萬像素感光元件的專業全片幅相機，在當時是所有全片幅相機的最高像素。“R”版本的感光元件包括一個光學濾波器，可以消除標準光學低通濾波器的影響。這與尼康公司現在已過時的D800和D800E（E具有自我消除濾波器）之間的區別大致相同。佳能公司表示，5DS和5DS R都不會取代老式的EOS 5D Mark III，所以5DS和5DS R都將在佳能的數碼單眼相機陣容中佔據新的位置。